# Chiesa di San Biagio (Corniglio)
La chiesa di San Biagio è un luogo di culto cattolico dalle forme barocche, situato in via Sauna 11 a Sauna, frazione di Corniglio, in provincia e diocesi di Parma; è sede di una parrocchia compresa nella zona pastorale della Montagna.

## Storia
Il luogo di culto originario fu edificato in località I Laghi in epoca medievale; la più antica testimonianza della sua esistenza risale al 1230, quando la capelle de Savana, dipendente dalla pieve di Beduzzo, fu menzionata nel Capitulum seu Rotulus Decimarum della diocesi di Parma, mentre nel 1493 fu citata per la prima volta la sua intitolazione a san Biagio.
Entro il 1564 la chiesa fu eretta a sede parrocchiale autonoma.
In seguito l'edificio, a causa del terreno acquitrinoso su cui sorgeva, cadde in rovina e fu abbandonato; nel 1633 furono avviati i lavori di ricostruzione del luogo di culto, in posizione più sicura leggermente a monte dell'abitato di Sauna; il nuovo tempio barocco fu completato nel 1714.
Il 7 settembre 1920 un devastante terremoto causò alcuni danni all'adiacente canonica, che fu successivamente ristrutturata.

## Descrizione

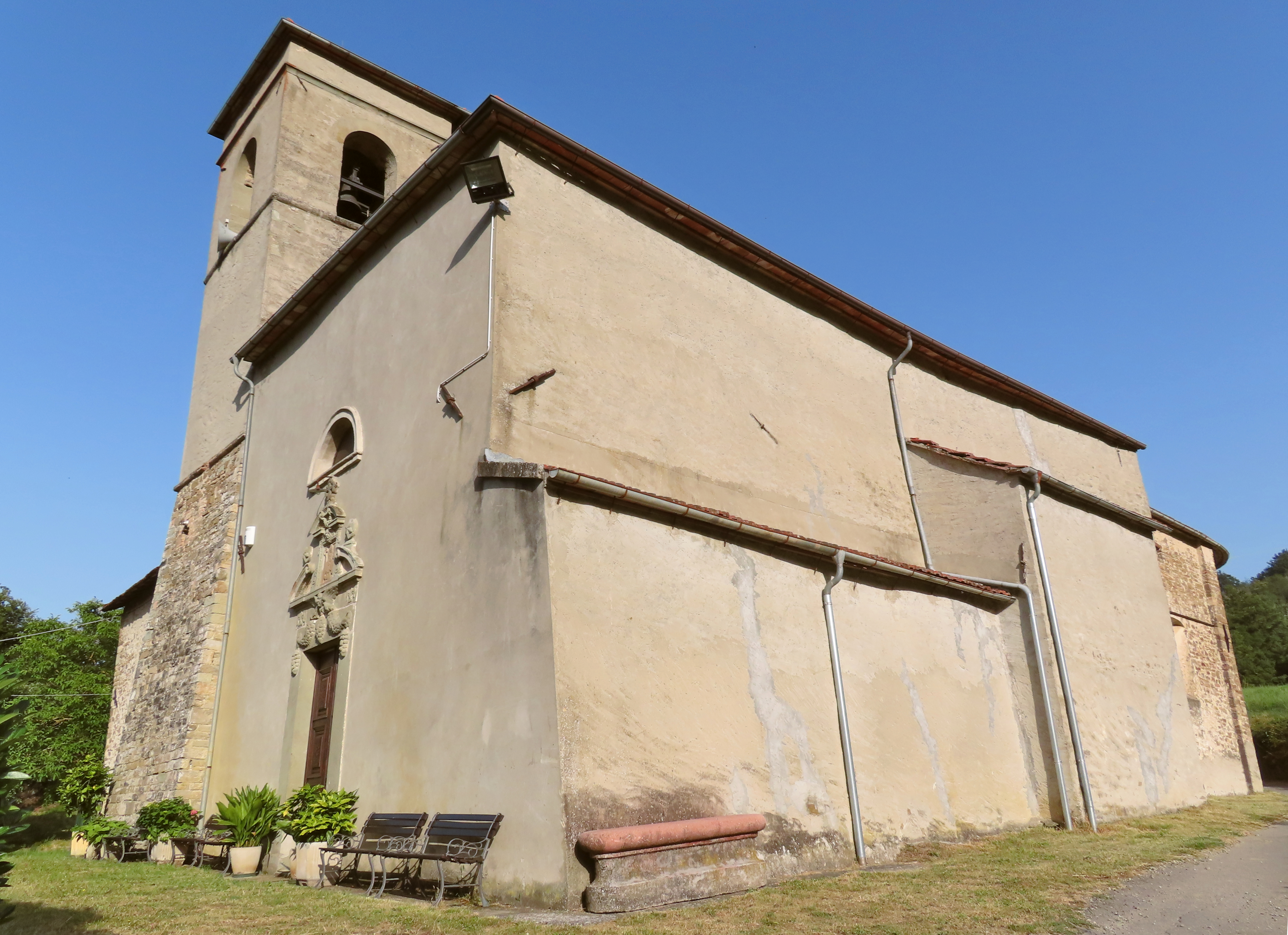
Facciata e lato ovest

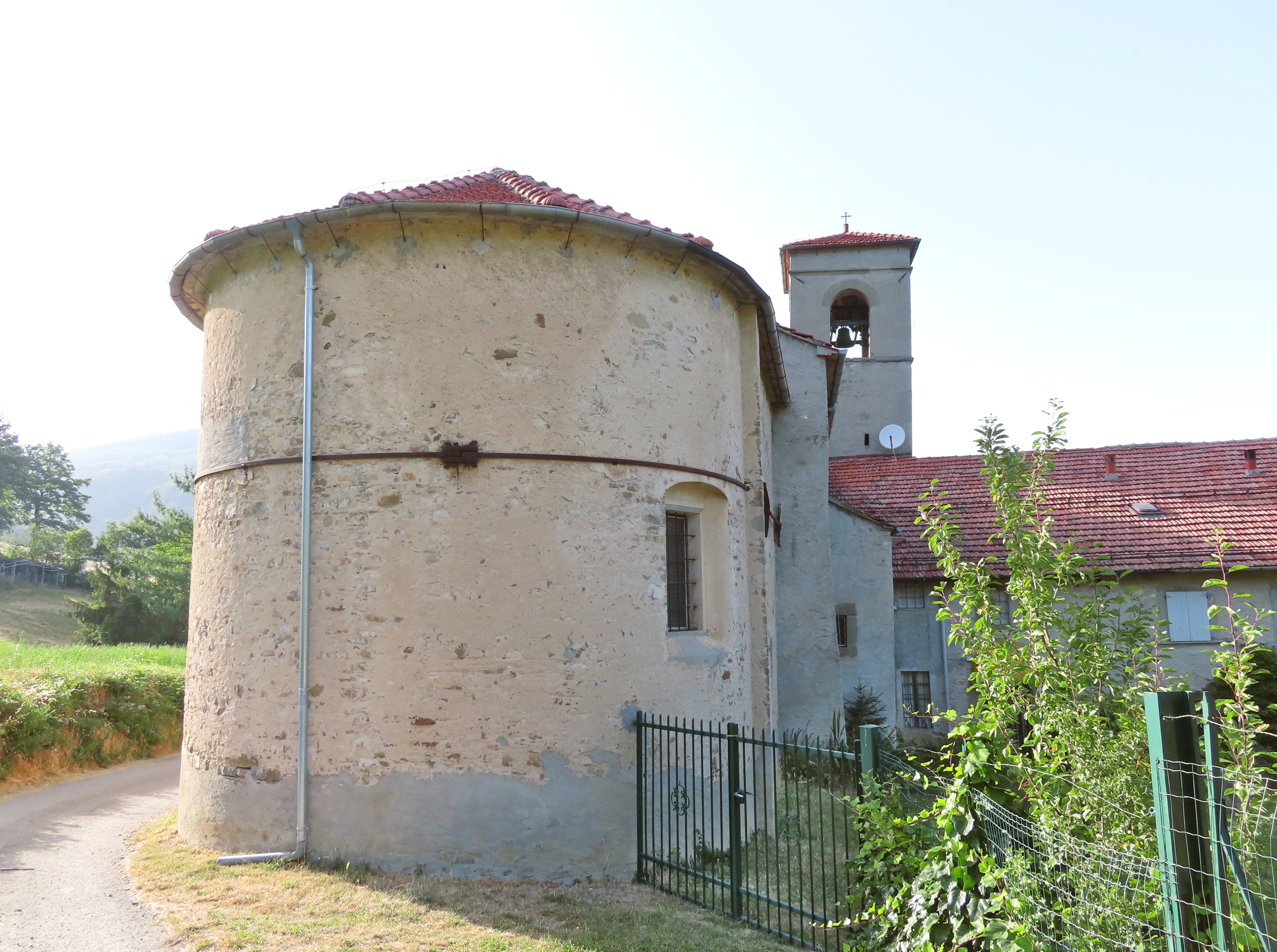
Abside e lato est

La chiesa si sviluppa su un impianto a navata unica affiancata da una cappella per lato, con ingresso a nord e presbiterio absidato a sud.
La facciata, interamente intonacata come gran parte dell'edificio, è caratterizzata dalla presenza del portale d'ingresso centrale, delimitato da una cornice settecentesca in arenaria, riccamente scolpita in sommità con un altorilievo e coronata da un doppio frontone semicircolare spezzato, contenente una formella raffigurante San Biagio; più in alto si apre un'apertura a lunetta, delimitata da una cornice modanata; in sommità si allunga orizzontalmente un sottile cornicione. Sulla sinistra si erge su un alto basamento in pietra a scarpa il massiccio campanile, con cella campanaria affacciata sulle quattro fronti attraverso ampie monofore ad arco a tutto sesto.
Dai fianchi aggettano i volumi delle cappelle e, sulla sinistra, della canonica; sul retro si allunga il presbiterio absidato, illuminato da quattro aperture profondamente strombate.
All'interno la navata, coperta da una volta a botte lunettata, è scandita in quattro campate da un doppio ordine di lesene doriche, a sostegno del cornicione perimetrale in sommità; le cappelle si affacciano sull'aula attraverso ampie arcate ribassate.
Il presbiterio, lievemente sopraelevato, è preceduto dall'arco trionfale, retto da paraste doriche; l'ambiente, coperto da una volta a botte lunettata, ospita nel mezzo l'altare maggiore ligneo a mensa, aggiunto intorno al 1980; sul fondo l'abside, coperta dal catino con spicchi a vela lunettati, è scandita lateralmente da lesene doriche.
La chiesa conserva alcune opere di pregio, tra cui un trono portatile settecentesco in legno scolpito e dipinto in azzurro e oro, il suo tavolo di sostegno dalle forme analoghe, un calice quattrocentesco in rame e l'antico altare maggiore, con ancona in legno scolpito e dorato.